# Camillo Cibo
Camillo Cibo, né le 25 avril 1681 à Massa dans l'actuelle province de Massa-Carrara en Toscane, alors dans le Duché de Massa et Carrare et mort le 12 janvier 1743 à Rome, est un cardinal italien du XVIIIe siècle.
Camillo Cibo est un parent du pape Innocent VIII et des cardinaux Lorenzo Cibo de' Mari (1489), Innocent Cybo (1513) et Alderano Cibo (1645).

## Biographie
Camillo Cibo exerce diverses fonctions au sein de la Curie romaine, notamment comme auditeur général de la chambre apostolique. Il est nommé patriarche titulaire de Constantinople en 1718. Déçu de l'incapacité de faire des réformes, il résigne et se retire à Spolète. En 1725 il est rappelé à Rome et nommé préfet du Palais apostolique. Le pape Benoît XIII le crée cardinal lors du consistoire du 23 mars 1729. Le cardinal Cibo est fait prieur de l'ordre de Saint-Jean de Jérusalem fin 1730 mais démissionne presque aussitôt pour retrouver sa liberté en 1731.
Il participe au conclave de 1730 (élection de Clément XII) et à celui de 1740 (élection de Benoît XIV).

## Succession apostolique
Camillo Cibo a ordonné les évêques suivants :
- Évêque Giovanni Francesco Maria Tenderini (it) (1718)
- Évêque Raffaele Tosti (1719)
- Évêque Salvatore di Aloisio (1719)
- Évêque Francesco Riccardo Ferniani (1731)
- Évêque Hyacinthus Verdesca (1733)

### Sources
- Fiche du cardinal Camillo Cibo sur le site fiu.edu